# Mesochorus monacensis
Mesochorus monacensis là một loài tò vò trong họ Ichneumonidae.